# Alexandre Simoni
Alexandre Simoni (San Paolo, 2 luglio 1979) è un ex tennista brasiliano.

## Carriera
In carriera ha raggiunto una finale di doppio. In singolare ha raggiunto la 96ª posizione della classifica ATP, mentre in doppio ha raggiunto il 119º posto.
In Coppa Davis ha disputato un totale di 5 partite, ottenendo 2 vittorie e 3 sconfitte.

## Statistiche

### Doppio

#### Finali perse (1)
| Numero | Anno           | Torneo                 | Superficie  | Compagno | Avversari in finale        | Punteggio |
| 1.     | 21 luglio 2002 | Dutch Open, Amersfoort | Terra rossa | André Sá | Jeff Coetzee Chris Haggard | 6-7, 3-6  |